# Turbine

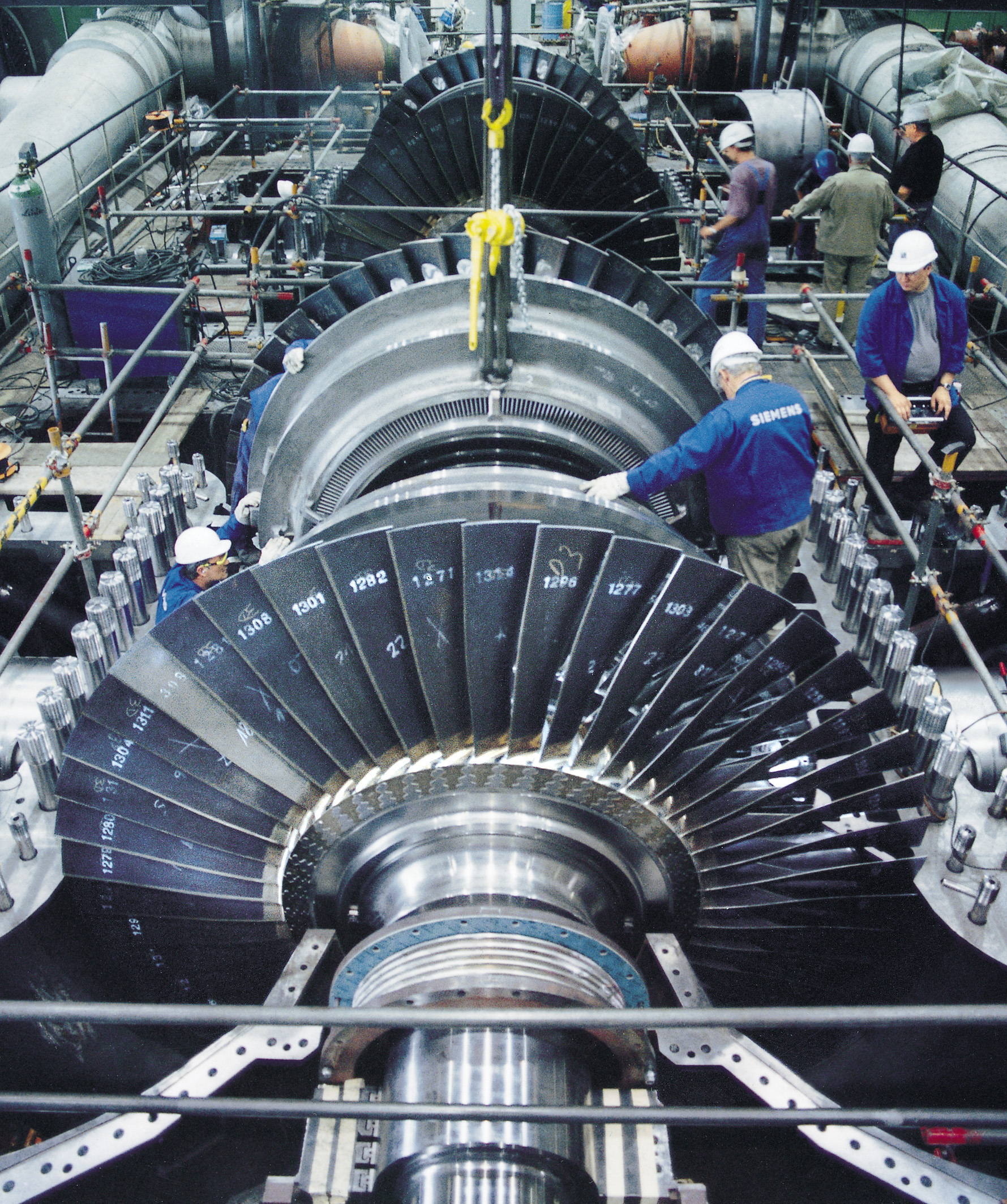
Stoomturbine in opbouw.

Een turbine is een turbomachine die de stromingsenergie van een fluïdum (vloeistof of gas) omzet in mechanische energie door middel van een roterend schoepensysteem. Deze mechanische energie kan gebruikt worden om een andere machine of een elektrische generator aan te drijven.
De naam turbine werd voorgesteld door Claude Burdin tijdens een ingenieurswedstrijd in 1828. Deze naam is afkomstig van het Latijnse turbinis, wat wervelstroom betekent.
Een eenvoudige turbine bestaat slechts uit één rotor met schoepen, die zorgen voor energie-uitwisseling met de stroming. Vroege voorbeelden van turbines zijn windmolens en watermolens.
Gas-, stoom- en waterturbines hebben meestal een behuizing rond de rotor. Deze behuizing leidt de stroming in de gewenste richting, wat de doelmatigheid ten goede komt.
Het omgekeerde van een turbine is een compressor. Compressoren worden in sommige gasturbines gebruikt en zijn er in 2 uitvoeringsvormen: de radiale compressor en de axiale compressor, genoemd naar de richting waarin het fluïdum stroomt tijdens de compressie.

## Werkingsprincipe
Men kan onderscheid maken tussen actieturbines (ook wel impulsturbines genoemd) en reactieturbines (en gecombineerde types). 

#### Impulsturbines
Deze turbines veranderen de richting van een hoge snelheidsstroming. De resulterende impuls doet de rotor draaien en vermindert de kinetische energie van de stroming. Er is geen drukverandering in het fluïdum wanneer het door de rotor stroomt. Vooraleer het fluïdum de rotor bereikt wordt druk omgezet in snelheid door het fluïdum door een straalpijp te leiden. Voorbeelden van turbines gebaseerd op dit principe zijn de peltonturbine en de lavalturbine. Impulsturbines hebben geen drukbehuizing rond de rotor nodig aangezien het fluïdum via een nozzle wordt aangebracht. De tweede wet van Newton beschrijft de energie-overdracht voor een impulsturbines.

#### Reactieturbines
Deze turbines ontwikkelen koppel door te reageren op de druk of het gewicht van het fluïdum. De druk in het fluïdum verandert wanneer het door de rotor passeert. Een drukbehuizing is nodig. Voorbeelden van turbines gebaseerd op dit principe zijn francisturbines en de meeste stoomturbines. De derde wet van Newton beschrijft de energie-overdracht voor reactieturbines.

## Constructie
Turbines vereisen grote nauwkeurigheid wat de onderdelen betreft (schoepvormen, afsluitingen). De gebruikte materialen moeten bestand zijn tegen de extreme omstandigheden (druk, temperatuur) die in de machine heersen. Vele speciale legeringen zijn enkel ontwikkeld voor toepassingen in turbines. Gebruikte materialen zijn bijvoorbeeld inconel, monel, nimonic en hastelloy. Deze materialen zijn echter moeilijk bewerkbaar wat de constructie van een turbine nog lastiger maakt. Maar dankzij deze materialen kan men werken op hogere temperaturen waarmee een hoger energetisch rendement behaald kan worden.

## Soorten
- Hydraulische turbine (waterturbine)
  - Francisturbine, wordt vooral toegepast in waterkrachtcentrales met een hoog debiet en valhoogte.
  - Kaplanturbines, zijn vooral geïnstalleerd in centrales met een groot debiet maar met een geringe, maximaal 50 meter, valhoogte.
  - Peltonturbine, zijn vooral effectief in situaties waarbij het debiet beperkt is, maar het water van grote hoogte komt.
- Gasturbine
- Stoomturbine
- Windturbine